# 查爾斯·E·史波克
查爾斯·E·史波克（英語：Charles E. Sporck，1927年11月15日—）是一名美國工程師和前公司經理。他最知名的是於1967年至1991年期間擔任國家半導體公司的執行長和總裁。《紐約時報》將史波克描述為「矽谷的奠基者」。

## 生平
史波克於1927年出生於紐約州薩拉納克湖。史波克在康乃爾大學主修機械工程，於1950年獲得學士學位。之後他為通用電氣工作。
1959年，史波克開始在快捷相機與儀器公司的半導體部門工作，並升至總經理的職位。
1967年，史波克被國家半導體公司聘用，當時該公司正處於財務困境。在他的領導下，公司專注於低成本計算機芯片的大規模生產，並取得巨大成功。公司一度成為「矽谷最大的芯片製造商」。
1980年代，當亞洲製造的價格更具競爭力的芯片進入美國國內市場時，該公司的命運出現了下滑。史波克於1991年退休，由吉爾·阿梅利奧接任。